# 朴研美
朴研美（朝鲜语： Park Yeonmi，1993年10月4日—），又譯作朴妍美、朴延美，知名脫北者、朝鮮人權活動家以及美国保守派代表。報稱13歲時被人口販子帶着從北韓徒步七天到中國山東省，之後賣給一中國男子並且被他強姦；及後，她輾轉到了南韓，最後在美國定居。她的YouTube頻道有113萬名訂閱者，總瀏覽量達1.1億。

## 生平
童年時朴研美曾目睹他人因持有好莱坞电影而遭公開處決；她透過觀看外國影片，了解到更多外部世界。2007年3月30日，朴研美與她的母親藉由人蛇集團的協助越過中朝邊界，脫離北韓，取道中國、蒙古國，2009年4月1日飛往南韓。2014年前往美國紐約就讀哥倫比亞大學。因在2014年愛爾蘭都柏林舉辦的第五屆世界青年領袖峰會上發表演講，講述北韓遭遇和脫北經歷而引發了媒體和大眾的高度關注。
2017年1月，朴研美和美國男子伊齐基尔結婚。
2017年4月3日，朴研美和她的媽媽出席香港外國記者會發表演說，她爆料，兩年前成爲北韓領導人金正恩追殺目標，至今仍活在恐懼當中。

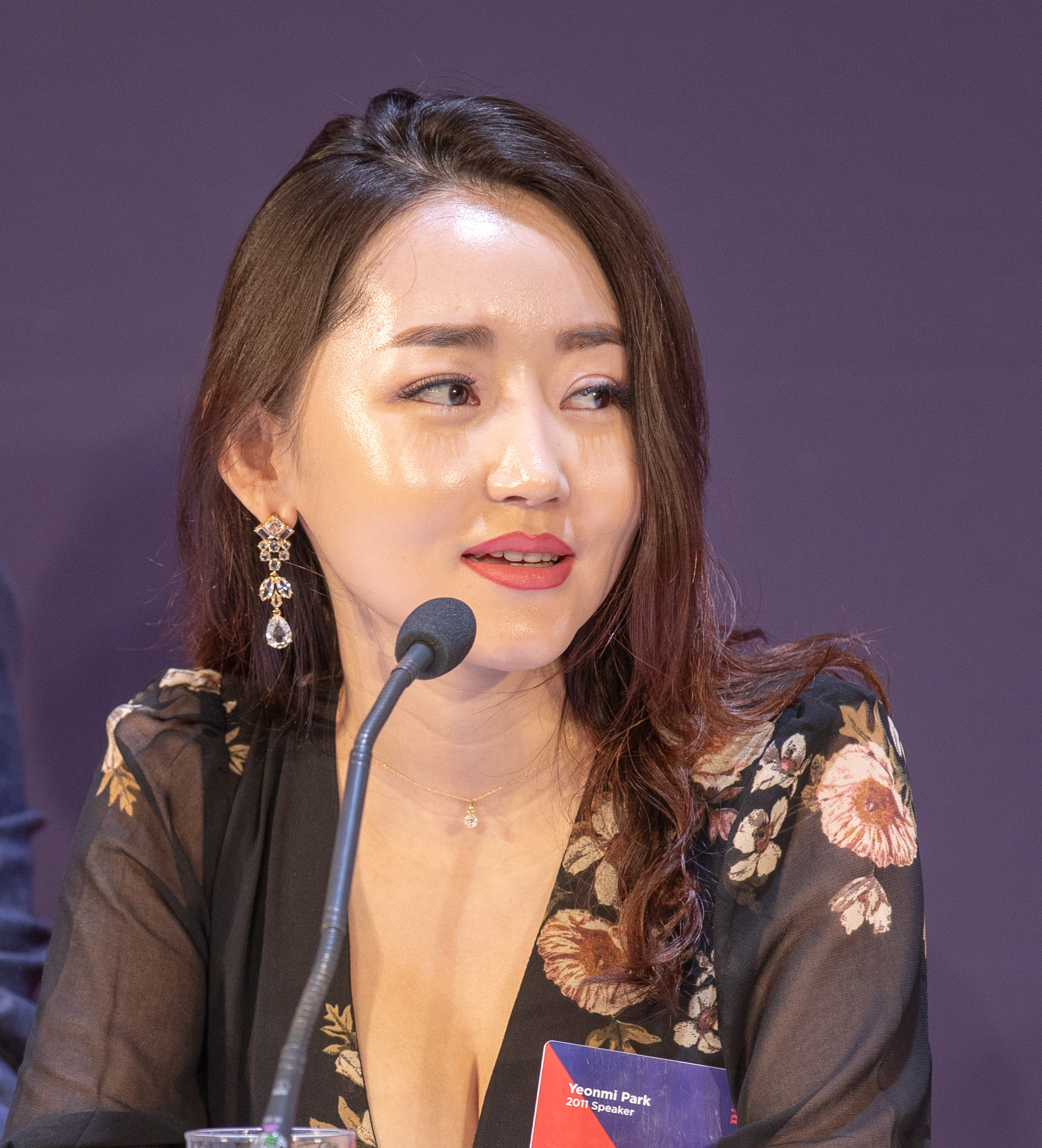
2018年在奥斯陆举行的论坛上

2017年4月7日，朴研美原訂在2017年4月10日到臺灣舉辦記者會，不過主辦單位表示，朴研美因重感冒，在Facebook及Instagram上發表訪台行程取消。
2018年3月，兩人的第一個孩子出生。
2021年1月，在自己的YouTube頻道宣佈已與前任丈夫離婚。
朴研美现为美国保守派的代表，经常支持右翼团体。

## 自傳

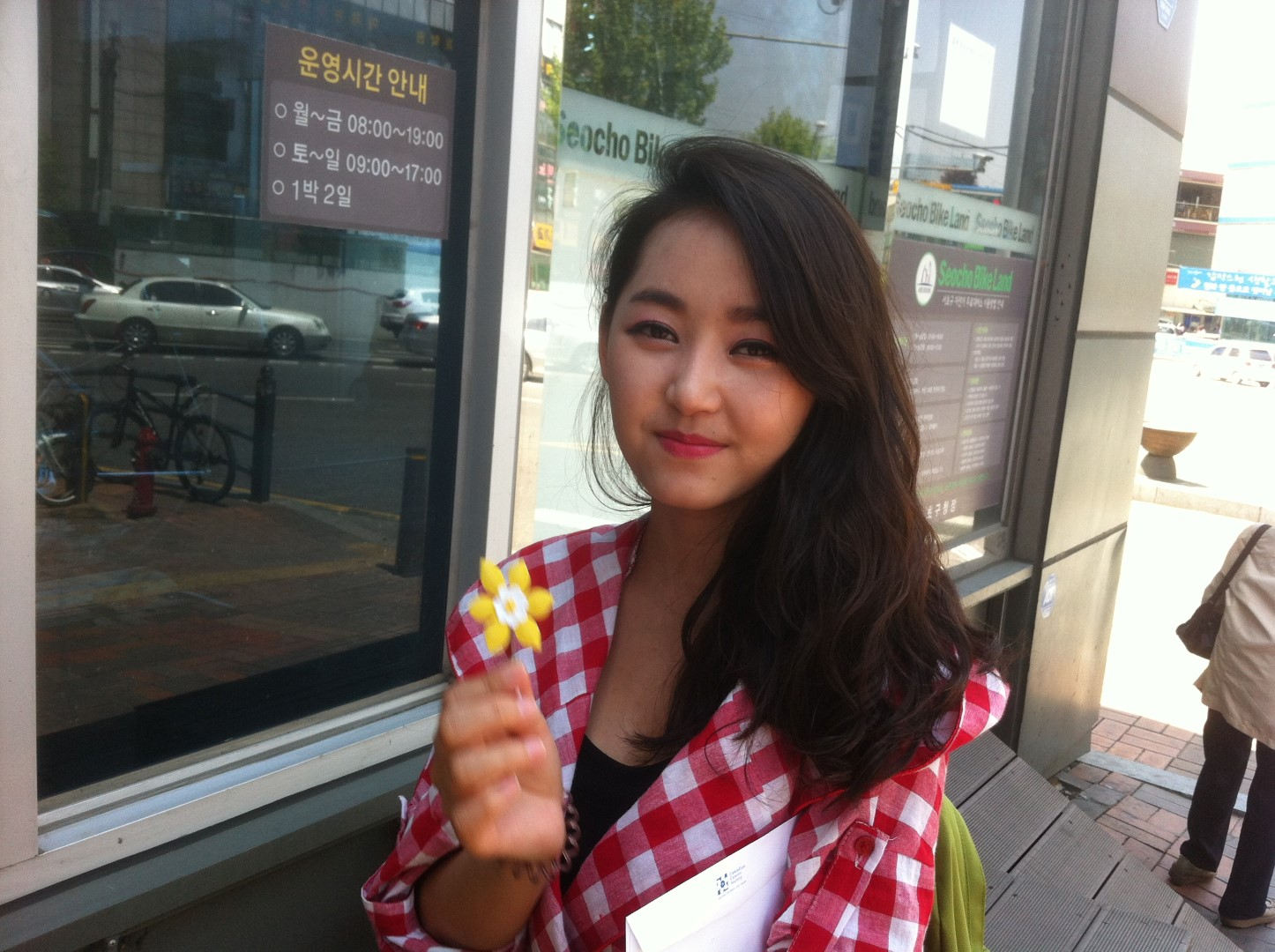
在南韓的朴研美

- 《爲了活下去》Park, Yeonmi. . The Penguin Press. 2015-09-29: 288 （英语）.
- 《爲了活下去：脫北女孩朴研美》朴研美（Yeonmi Park）. . 台灣: 大塊. ISBN 978-986-213-719-2 （中文（繁體））.  改

## 外部連結
- 朴研美的Facebook專頁
- 朴研美的Instagram帳戶
- YouTube上的朴研美頻道